# Martin Feldstein
Martin Feldstein (New York, 25 novembre 1939 – Boston, 11 giugno 2019) è stato un economista statunitense.
È stato il titolare della cattedra George F. Baker di economia all'Università di Harvard e il presidente del National Bureau of Economic Research dal 1978 fino al 2008. Dal 1982 al 1984 Feldstein è stato il presidente del Consiglio dei Consulenti Economici e capo consigliere economico del presidente Ronald Reagan dove il suo punto di vista da falco del deficit si scontrò con quello degli altri membri dell'amministrazione Reagan. È dal 2003 membro del Gruppo dei Trenta, (in inglese Group of Thirty), spesso abbreviato in G30, un'organizzazione internazionale di finanzieri e accademici che si occupa di approfondire questioni economiche e finanziarie.

## Biografia
Feldstein è nato a New York da una famiglia ebraica. Ha frequentato la South Side High School di Rockville Centre e ha completato la sua formazione universitaria presso l'Università di Harvard dove risiedeva presso la Adams House, conseguendo summa Cum Laude un Bachelor of Arts nel 1961. Successivamente ha frequentato l'Università di Oxford dove ha conseguito il dottorato di ricerca nel 1967. È stato dal 1964 al 1967 Fellow del Nuffield College di cui ora è membro onorario.
Nel 1977 ha ricevuto la John Bates Clark Medal della American Economic Association, un premio assegnato ogni due anni all'economista con meno di 40 anni che si ritiene abbia fornito il maggior contributo alla scienza economica. È tra i 10 economisti più influenti del mondo secondo la classifica IDEE/RePEc. È autore di oltre 300 articoli di ricerca in economia ed è noto soprattutto per il suo lavoro su macroeconomia e finanza pubblica. È stato tra i principali pionieri nel campo della ricerca sul meccanismo di funzionamento e sostenibilità dei sistemi pensionistici pubblici. Feldstein è un forte sostenitore della riforma del sistema di sicurezza sociale statunitense ed era uno dei principali sostenitori della iniziativa dell'ex presidente George W. Bush nella direzione di privatizzarla parzialmente. Oltre ai suoi studi nel settore della economia pubblica, ha anche scritto pubblicazioni di macroeconomia. Una delle sue pubblicazioni più note in questo campo è stata la sua indagine con Charles Horioka sugli investimenti nei vari paesi. Nel loro studio presentarono evidenze secondo le quali il capitale nel lungo periodo tende a rimanere nel suo paese d'origine, ovvero il risparmio di una nazione viene utilizzato per finanziare le sue opportunità di investimento. Questa analisi è stata poi ribattezzata come il "rompicapo Feldstein-Horioka".
Nel 1997 scrivendo della prossima a realizzarsi unione monetaria europea e dell'euro, Feldstein diede l'allarme indicando che "effetti negativi economici di una moneta unica sulla disoccupazione e sull'inflazione sarebbero stati superiori agli eventuali utili derivanti dalla facilitazione dei flussi commerciali e di capitali" e che, nel mentre l'unione monetaria veniva "concepita come modo per ridurre il rischio di una nuova guerra intra-europea" vi erano "più probabilità di ottenere l'effetto opposto" e "portare ad un aumento dei conflitti in Europa e tra l'Europa e gli Stati Uniti".
Nel 2005, Feldstein fu largamente considerato tra i più probabili candidati alla successione di Alan Greenspan come presidente della Federal Reserve statunitense. Ciò era in parte conseguenza della sua importanza nell'amministrazione Reagan e della sua posizione come consigliere economico nella campagna presidenziale per l'elezione del presidente Bush. Il New York Times riportò su di un editoriale che Bush voleva scegliere tra Feldstein e Ben Bernanke grazie alle loro credenziali e la settimana della nomina The Economist predisse che i due personaggi avevano le maggiori probabilità di emergere tra tutti i candidati. Alla fine l'incarico andò a Bernanke, si pensa anche perché Feldstein era stato membro del consiglio di amministrazione dell'American International Group (AIG), che annunciò che lo stesso anno che avrebbe riverificato i dati di bilancio dei cinque anni precedenti relativi a un valore di 2,7 miliardi di dollari. In seguitò l'AIG subì un grosso collasso finanziario che ha svolto un ruolo centrale nella crisi economica mondiale del 2007-08 e la conseguente recessione globale. L'azienda è stata salvata solo da vari finanziamenti con capitale pubblico proveniente dalla Federal Reserve Bank statunitense, che ha dovuto garantire una linea credito di 182,5 miliardi di dollari. Anche se non è stato direttamente coinvolto con le pratiche contabili in questione, Feldstein era stato direttore dell'AIG dal 1988.
Nel marzo 2007, la Lynde e Harry Bradley Foundation annunciò che uno dei quattro Premi Bradley dell'anno sarebbe stato conferito a Feldstein. Il 10 settembre dello stesso anno, annunciò che si sarebbe dimesso da presidente dal giugno 2008.
Dal 2007 al 2009 è stato membro del comitato dei consiglieri del presidente statunitense specializzati nell'intelligence dei paesi esteri.
Feldstein dichiarò nel marzo 2008 che riteneva che gli Stati Uniti fossero entrati in recessione e che si sarebbe trattato di una recessione di tipo grave.
Come membro del consiglio di amministrazione dell'AIG Financial Products, Feldstein era uno di coloro che avrebbero dovuto controllare la divisione che si occupava di assicurazioni internazionali e che contribuì alla crisi della società del settembre 2008. Nel maggio 2009, Feldstein annunciò le sue dimissioni come direttore della AIG. Entrò nel consiglio di amministrazione della Eli Lilly and Company. e aveva fatto parte di altri consigli di amministrazione di società pubbliche statunitensi tra cui JPMorgan e TRW.
Il 6 febbraio 2009 Feldstein fu annunciato come uno dei consiglieri economici del presidente Obama e membro del President's Economic Recovery Advisory Board. È attualmente un membro del comitato dei consiglieri del Department of Defense.
Attualmente fa parte del comitato dei direttori del Consiglio per gli affari esteri statunitense, della commissione trilaterale, del Gruppo dei 30 e del National Committee on United States-China Relations. È anche membro del JP Morgan Chase International Council, dell'Academic Advisory Council of the American Enterprise Institute e della British Academy.
Nel 2011 è stato incluso tra i 50 economisti più influenti del mondo dalla rivista Bloomberg Markets.

## Insegnamento
Figura ben nota nel campus di Harvard, Feldstein ha tenuto la cattedra introduttiva di economia "Social Analysis 10: Principles of Economics" per venti anni, venendo poi sostituito da N. Gregory Mankiw. La cattedra (da allora rinominata Economia 10) era in genere la più seguita di Harvard ed è attualmente al secondo posto, in competizione solo con le lezioni introduttive d'informatica. Attualmente insegna politica economica ed economia pubblica presso l'Harvard College.
Feldstein ha avuto impatto sull'economia in quanto molti dei suoi studenti sono diventati personaggi influenti in importanti enti governativi o nelle università. Tra questi si contano Larry Summers, ex presidente di Harvard e segretario del tesoro statunitense; David Ellwood, rettore della Kennedy School of Government di Harvard e James Poterba, professore presso il MIT e membro del comitato per la riforma delle imposte nell'amministrazione Bush. Lawrence Lindsey, in precedenza principale consigliere economico del presidente Bush, scrisse la sua tesi di dottorato con Feldstein, così come Harvey S. Rosen, il precedente presidente del comitato dei consiglieri di economia, Douglas Elmendorf, l'attuale direttore del ufficio bilancio del Congresso, José Piñera, ministro del lavoro e sicurezza sociale del Cile nel corso della riforma che ha previsto la privatizzazione del sistema pensionistico nel 1980–1981, Jeffrey Sachs, direttore dell'Earth Institute della Columbia University, e Glenn Hubbard, primo presidente del comitato di consiglieri di Bush e ora rettore della Columbia Business School.